# Trust Fall (Side B)
Trust Fall (Side B) es el EP de la banda estadounidense Incubus siendo lanzado el 17 de abril de 2020. Este es la continuación de Trust Fall (Side A), que se lanzó en 2015.

## Lista de canciones
| Trust Fall (Side B) track listing |                    |          |  |
| N.º                               | Título             | Duración |  |
| 1.                                | «Karma, Come Back» | 4:28     |  |
| 2.                                | «Our Love»         | 3:09     |  |
| 3.                                | «Into the Summer»  | 4:18     |  |
| 4.                                | «On Without Me»    | 4:49     |  |
| 5.                                | «Paper Cuts»       | 3:02     |  |